# Giuseppe Marrocu
Giuseppe Marrocu (auch Giuseppe Marrocco, Pino Marocco; * 5. Februar 1925 in Alghero; † 4. April 2019) war ein italienischer Schauspieler, der als Kleindarsteller in zahlreichen Filmen und Fotoromanzi auftrat.

## Rollen
Marrocu war mit seiner eleganten Erscheinung der am häufigsten beschäftigte Generico (Kleinstdarsteller) der italienischen Filmindustrie. Als wohlerzogener Mann, oftmals auch als Butler, Polizist, Ober, Kirchenmann oder Arzt konnte er zwischen 1962 und 2005 in über 410 Rollen identifiziert werden, dazu kommen eine große Anzahl an Fotoromanzi. Dabei bildete er von Einsätzen in Komödien mit Totò, zahlreichen Sandalenfilmen, cineastisch beachtlichen Werken von Vittorio De Sica (Hexen von heute) oder Liliana Cavani (I cannibali) über Rollen für Joe D’Amato und selbst Auftritten in Hardcore-Pornofilmen das gesamte italienische Filmschaffen der Hochphase ab. Auch durchaus größere Aufgaben und kleine Statistenarbeiten standen in seiner langen Karriere nebeneinander.
Unter anderem spielte er den Adolfo in dem Film Komm und mach's mit mir (Originaltitel Malabimba) aus dem Jahr 1979 von Andrea Bianchi.
Die Schreibweise seines Namens variierte zwischen Giuseppe und Pino sowie Mar/r/oc/c/o/u in verschiedensten Varianten, wenn er überhaupt in den Stabangaben auftauchte.

## Filmografie (Auswahl)
- 1964: Roma contro Roma
- 1969: Staatsstreich
- 1969: Toh è morta la nonna!
- 1975: Verdammte heilige Stadt
- 1975: Black Emanuelle
- 1979: Il Fauno di marmo, Folge 1.2
- 1979: Komm und mach's mit mir
- 1980: Holocaust parte seconda: i ricordi, i deliri, la vendetta
- 1981: I ragazzi di celluloide, Folge 1.1
- 1984: Maladonna
- 1987: Nel gorgo del peccato, Folge 1.1 und 1.2
- 1988: Jack Clementi – Anruf genügt... Der große Coup
- 1992: Mutande pazze
- 2005: Fatti della banda della Magliana